# Polska na Zimowych Igrzyskach Olimpijskich 1998
Polskę na Zimowych Igrzyskach Olimpijskich 1998 reprezentowało 39 zawodników w 10 dyscyplinach.
| Sportowcy | złoto | srebro | brąz | 4 m. | 5 m. | 6 m. | 7 m. | 8 m. | Punkty |
| --------- | ----- | ------ | ---- | ---- | ---- | ---- | ---- | ---- | ------ |
| 39        | –     | –      | –    | –    | 2    | 1    | –    | 1    | 12     |

## Występy Polaków
Reprezentanci Polski nie zdobyli co prawda medalu, jednak zajęcie czterech miejsc „punktowanych” pozwoliło osiągnąć Polsce 26-27 miejsce w klasyfikacji punktowej z dorobkiem 12 punktów.

### Biathlon
- Anna Stera – bieg na 7,5 km, 6. miejsce; bieg na 15 km, 17. miejsce
- Halina Guńka – bieg na 7,5 km, 42. miejsce
- Agata Suszka – bieg na 7,5 km, 45. miejsce; bieg na 15 km, 42. miejsce
- Halina Pitoń – bieg na 15 km, 51. miejsce
- Agata Suszka, Halina Pitoń, Iwona Daniluk, Anna Stera – sztafeta 4 × 7,5 km, 13. miejsce
- Wojciech Kozub – bieg na 10 km, 23. miejsce; bieg na 20 km, 30. miejsce
- Wiesław Ziemianin – bieg na 10 km, 26. miejsce; bieg na 20 km, 47.-48. miejsce
- Tomasz Sikora – bieg na 10 km, 28. miejsce; bieg na 20 km, 47.-48. miejsce
- Wiesław Ziemianin, Tomasz Sikora, Jan Ziemianin, Wojciech Kozub – sztafeta 4 × 7,5 km, 5. miejsce

### Bobsleje
- Tomasz Żyła, Dawid Kupczyk, Krzysztof Sieńko, Tomasz Gatka – czwórki, 22. miejsce

### Łyżwiarstwo figurowe
- Anna Rechnio – solistki, 19, miejsce
- Dorota Zagórska, Mariusz Siudek – pary sportowe, 10. miejsce
- Sylwia Nowak, Sebastian Kolasiński – tańce na lodzie, 12. miejsce

### Łyżwiarstwo szybkie
- Paweł Abratkiewicz – 500 m, 22. miejsce; 1000 m, 26. miejsce
- Tomasz Świst – 500 m, 26. miejsce; 1000 m, 41. miejsce
- Paweł Zygmunt – 1500 m, 34. miejsce; 5000 m, 18. miejsce

### Łyżwiarstwo short track
- Maciej Pryczek – 500 m, odpadł w eliminacjach (24. czas); 1000 m, odpadł w eliminacjach (27. czas)

### Narciarstwo alpejskie
- Andrzej Bachleda-Curuś – zjazd, 22. miejsce; slalom gigant, 24. miejsce; slalom specjalny, nie ukończył; kombinacja alpejska, 5. miejsce

### Narciarstwo klasyczne
- Małgorzata Ruchała – bieg na 5 km stylem klasycznym, 33. miejsce; bieg łączony 5 km stylem klasycznym + 5 km stylem dowolnym, 35. miejsce
- Bernadetta Piotrowska – bieg na 5 km stylem klasycznym, 39. miejsce; bieg łączony 5 km stylem klasycznym + 5 km stylem dowolnym, 43. miejsce; bieg na 15 km stylem klasycznym, 33. miejsce; bieg na 30 km stylem dowolnym, 33. miejsce
- Katarzyna Gębala – bieg na 5 km stylem klasycznym, 60. miejsce; bieg łączony 5 km stylem klasycznym + 5 km stylem dowolnym, 59. miejsce
- Dorota Kwaśny – bieg na 5 km stylem klasycznym, 61. miejsce; bieg łączony 5 km stylem klasycznym + 5 km stylem dowolnym, 49. miejsce; bieg na 15 km stylem klasycznym, 50. miejsce; bieg na 30 km stylem dowolnym, nie ukończyła
- Eliza Surdyka – bieg na 15 km stylem klasycznym, 58. miejsce
- Katarzyna Gębala, Małgorzata Ruchała, Dorota Kwaśny, Bernadetta Piotrowska – sztafeta 4 x 5 km, 13. miejsce
- Janusz Krężelok – bieg na 10 km stylem klasycznym, 76. miejsce; bieg łączony 10 km stylem klasycznym + 15 km stylem dowolnym, 53. miejsce; bieg na 50 km stylem dowolnym, 40. miejsce
- Robert Mateja – skoki narciarskie skocznia normalna, 21. miejsce; skoki narciarskie skocznia duża, 20. miejsce
- Wojciech Skupień – skoki narciarskie skocznia normalna, 32.-34. miejsce; skoki narciarskie skocznia duża, 11. miejsce
- Adam Małysz – skoki narciarskie skocznia normalna, 51. miejsce; skoki narciarskie skocznia duża, 52. miejsce
- Krystian Długopolski – skoki narciarskie skocznia normalna, 62. miejsce
- Łukasz Kruczek – skoki narciarskie skocznia duża, 45. m
- Adam Małysz, Łukasz Kruczek, Wojciech Skupień, Robert Mateja – skoki narciarskie drużynowo, 8. miejsce

### Saneczkarstwo
- Piotr Orsłowski, Robert Mieszała – dwójki, 15. miejsce

### Snowboard
- Małgorzata Rosiak – slalom gigant, 19. miejsce
- Jagna Marczułajtis – slalom gigant, nie ukończyła
- Łukasz Starowicz – slalom gigant, 19. miejsce; half-pipe, odpadł w eliminacjach (35. miejsce)